# Affection provoquée par certains dérivés des nitrosurées
Une affection provoquée par certains dérivés des nitrosurées peut être reconnue comme maladie professionnelle dans certains pays, sous certaines conditions.
Cet article relève du domaine de la législation sur la protection sociale et a un caractère davantage juridique que médical.

## EnFrance

### Régime général
| Fiche Maladie professionnelle | Fiche Maladie professionnelle | Fiche Maladie professionnelle |
| Ce tableau définit les critères à prendre en compte pour qu'une affection provoquée par certains dérivés des nitrosurées soit prise en charge au titre de la maladie professionnelle | Ce tableau définit les critères à prendre en compte pour qu'une affection provoquée par certains dérivés des nitrosurées soit prise en charge au titre de la maladie professionnelle | Ce tableau définit les critères à prendre en compte pour qu'une affection provoquée par certains dérivés des nitrosurées soit prise en charge au titre de la maladie professionnelle |
| Régime Général. Date de création : 28 juillet 1987 | Régime Général. Date de création : 28 juillet 1987 | Régime Général. Date de création : 28 juillet 1987 |
| Tableau N° 85 RG | Tableau N° 85 RG | Tableau N° 85 RG |
| Affection engendrée par l'un ou l'autre de ces produits N-méthyl N'nitro N-nitrosoguanidine ; N-éthyl N'nitro N-nitrosoguanidine ; N-méthyl N-nitrosourée ; N-éthyl N-nitrosourée.   | Affection engendrée par l'un ou l'autre de ces produits N-méthyl N'nitro N-nitrosoguanidine ; N-éthyl N'nitro N-nitrosoguanidine ; N-méthyl N-nitrosourée ; N-éthyl N-nitrosourée.   | Affection engendrée par l'un ou l'autre de ces produits N-méthyl N'nitro N-nitrosoguanidine ; N-éthyl N'nitro N-nitrosoguanidine ; N-méthyl N-nitrosourée ; N-éthyl N-nitrosourée.   |
| --- | --- | --- |
| Désignation des Maladies | Délai de prise en charge | Liste limitative des principaux travaux susceptibles de provoquer ces maladies |
| Glioblastome | 30 ans | Fabrication et conditionnement de ces substances. Utilisation dans les laboratoires de génie génétique, de biologie cellulaire, de recherche en mutagénèse ou cancérologie.          |
| Date de mise à jour : | | |

### Données professionnelles
Exposition dans l'industrie chimique et les laboratoires de biologie.

### Données médicales
Plusieurs dérivés nitrés se sont montrés de puissants cancérogènes chez l’animal et quelques observations humaines (dont un homicide à la diméthylnitrosamine ayant provoqué un cancer du foie) permettent de conclure que ces substances sont aussi cancérogènes pour l’homme.Des cancers ont également été observés après exposition à la nitrosoguanidine dans un laboratoire.
En l’absence de preuve formelle la nitrosoguanidine est seulement classée cancérogène probable pour l’homme dans la classification du CIRC.
La mutagénèse provoquée par la méthyl-nitrosoguanidine serait due à la méthylation de la guanine.